# 卡姆爾福德
卡姆爾福德（Camelford）是英國英格蘭康沃爾郡的一個城鎮和民政教區。據2001年人口普查，卡姆爾福德民政教區有人口4,001人，但鎮中心人口只有865人。